# Елена Уельва
Елена Уельва Паломо (ісп. Elena Huelva Palomo; 21 травня 2002, Севілья — 3 січня 2023, Севілья) — іспанська активістка боротьби з раком, інфлуенсерка та письменниця.

## Біографія
Елена народилася 21 травня 2002 року в Севільї, Іспанія, в сім'ї Мануеля Уельва та Емілія Паломо. У 16 років у неї діагностували саркому Юінга. Вона стала відомою завдяки тому, що розповіла про свій досвід боротьби з хворобою через соціальні мережі. Вона також вимагала збільшення інвестицій у дослідження раку і вигадала фразу «Моя воля перемагає» (ісп. Mis ganas ganan), щоб описати своє ставлення до цієї хвороби.
З 2019 року вона співпрацювала з кількома неприбутковими організаціями, пов'язаними з онкологічними захворюваннями, а в 2022 році написала книгу під назвою «Mis ganas ganan» про свій онкологічний досвід.
У грудні 2022 року вона розробила шарф для іграшки «Baby Pelón», запущеної фондом Juegaterapia з метою збору коштів на дослідження саркоми Юінга. З цією метою Фонд «Juegaterapia» заснував «Грант Елена Уельва» у співпраці з Іспанською групою з дослідження саркоми (GEIS).

## Смерть
Померла 3 січня 2023 року, у віці 20 років, після тривалого загострення хвороби. Її смерть викликала хвилю реакції у соціальних мережах, в тому числі співчуття з боку широкого кола громадських діячів, таких як голова регіонального уряду Хуан Мануель Морено, або від спортивних клубів, таких як «Реал Бетіс».
На наступний день після її смерті, 4 січня 2023 року, відбулася похоронна служба за участю кількох публічних осіб, таких як телеведуча Сара Карбонеро та кінорежисер Альберто Родрігес Лібереро. Після похорону була піддана кремації у морзі-крематорії міста Камас, Севілья.

## Подяки
У 2022 році отримала нагороду «Hope Award» від журналу Elle, яку їй вручив співак Мануель Карраско.